# Соломенное домостроение

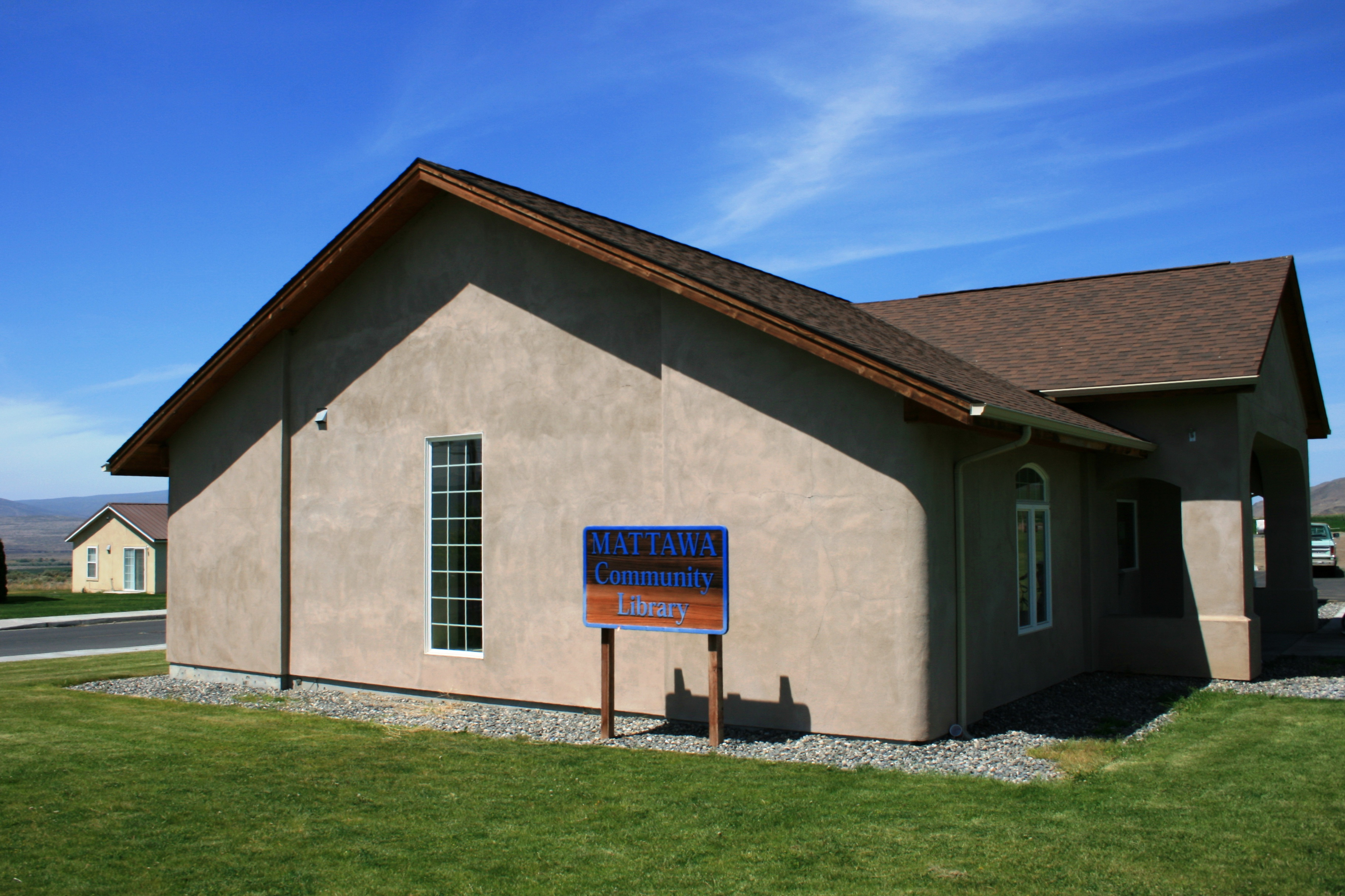
Библиотека, построенная из соломенных блоков. Штат Вашингтон, США

Соломенный дом — метод натурального строительства зданий из строительных блоков из прессованной соломы. Дома, построенные из соломы, зачастую строятся в различных экологических посёлках, демонстрационных проектах и т. д.

## История
Саманные блоки издревле использовались в строительстве. Современное строительство соломенных зданий началось в конце XIX века в штате Небраска, США. В Небраске обширные степные пространства, на которых выращивается большое количество зерновых. Переселенцы столкнулись с дефицитом строевого леса, поэтому первые соломенные дома строились без каркаса.
Ручные прессы для сена были запатентованы в США в 1850 году. К 1872 году продавались пресс-подборщики на гужевом приводе.
В середине 1880-x начали серийно выпускаться паровые пресс-подборщики.
Строились жилые дома площадью около 70 м², а также магазины, школы, и помещения для других целей.
В 1980-е годы возродился интерес к соломенному домостроению. В России первое здание из соломенных блоков было построено в 1994 году в деревне Маяк под Челябинском.
В Европе лидером в соломенном домостроении является Франция, построившая более 1500 зданий. Там сохранилась первая европейская постройка из соломы, датированная 1921 годом. Мировым лидером считаются США, где соломенное домостроение имеет массовый характер (свыше 100 тысяч домов). В последние 25-30 лет технология соломостроения получила широкое распространение в разных климатических зонах от Норвегии до Австралии.

## Преимущества

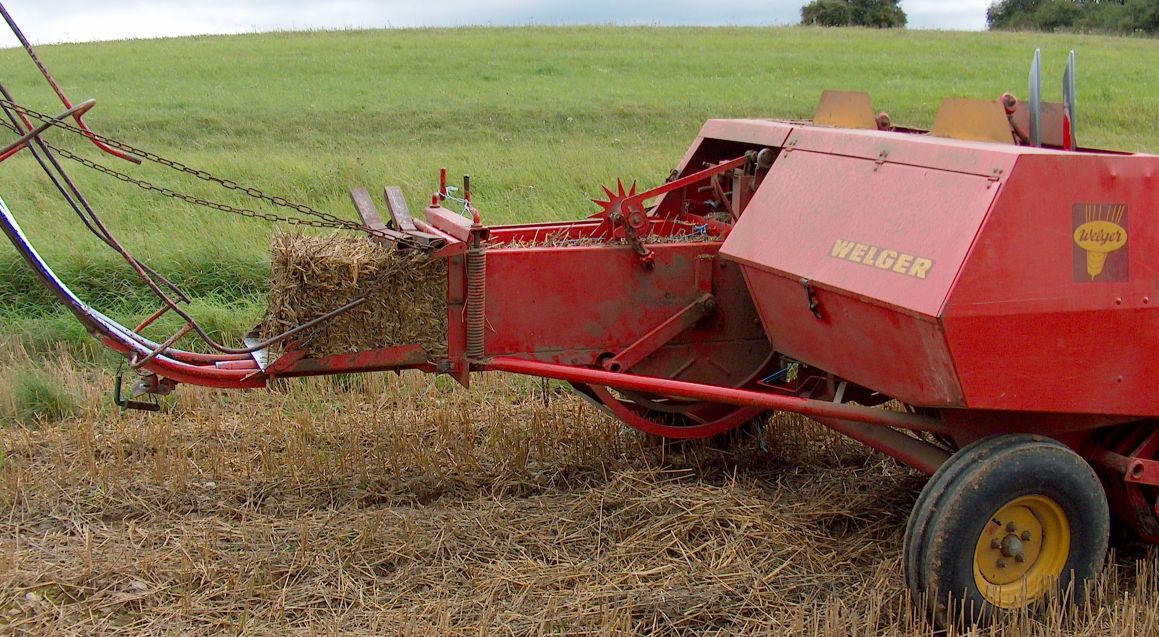
Пресс-подборщик производит соломенные блоки

- Низкая стоимость. Соломенный блок стоит примерно в 1000 раз дешевле кирпича.
- Доступность материалов.
- Малый вес. Из-за лёгкого веса соломенных блоков зданию не требуется тяжелый фундамент, для строительства не требуются подъёмные механизмы.
- Низкие трудозатраты.
- Хорошие показатели теплопроводности. Теплопроводность соломы (0,050—0,065)[4] в 4 раза ниже, чем у дерева[5], и в 7 раз ниже, чем у кирпича (0,56—0,7)[6], что приводит к снижению затрат на отопление дома.
- Хорошие показатели звукопроницаемости.
- Экологичность. Солома — возобновляемый ресурс.

## Недостатки/необходимые условия
- Строительство требует тщательного соблюдения технологий и мер противопожарной безопасности (процесс строительства очень пожароопасен из-за неизбежно рассыпаемых по площадке стеблей соломы, которая в неспрессованном виде крайне легковоспламеняема);
- После укладки солома должна быть надёжно закрыта от пламени (заштукатурена) как снаружи, так и внутри дома (правильно защищённая соломенная стена по пожаробезопасности превосходит деревянную);
- Солома должна быть очень сухой, иначе она сгниёт за 2 года[7]. Блоки должны быть плотно спрессованы; располагать их следует так, чтобы волокна находились поперёк движению тепла наружу. Кроме того, перевязочный жгут необходимо убрать для равномерности распределения соломы в каркасе[8].
- При внутренней отделке нельзя использовать материалы, перекрывающие движение пара (цементную штукатурку, пароизоляционную плёнку). Лучше подходит глиняная или глиняно-цементная штукатурка[7]. В толстой соломенной стене весьма велика доля конвективного переноса тепла, поэтому крайне полезна горизонтальная прослойка между тюками из картона или крафт-бумаги.

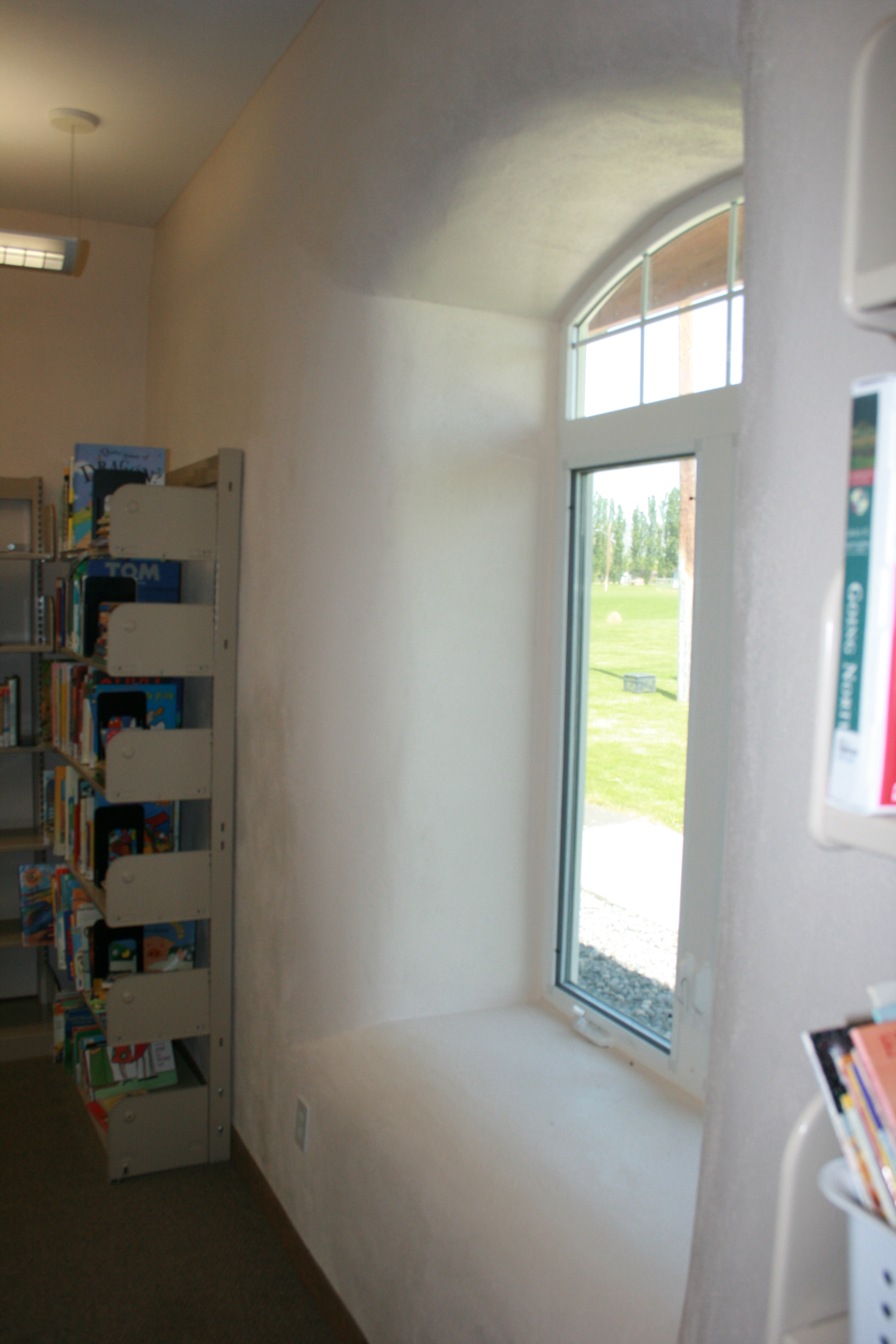
Интерьер библиотеки

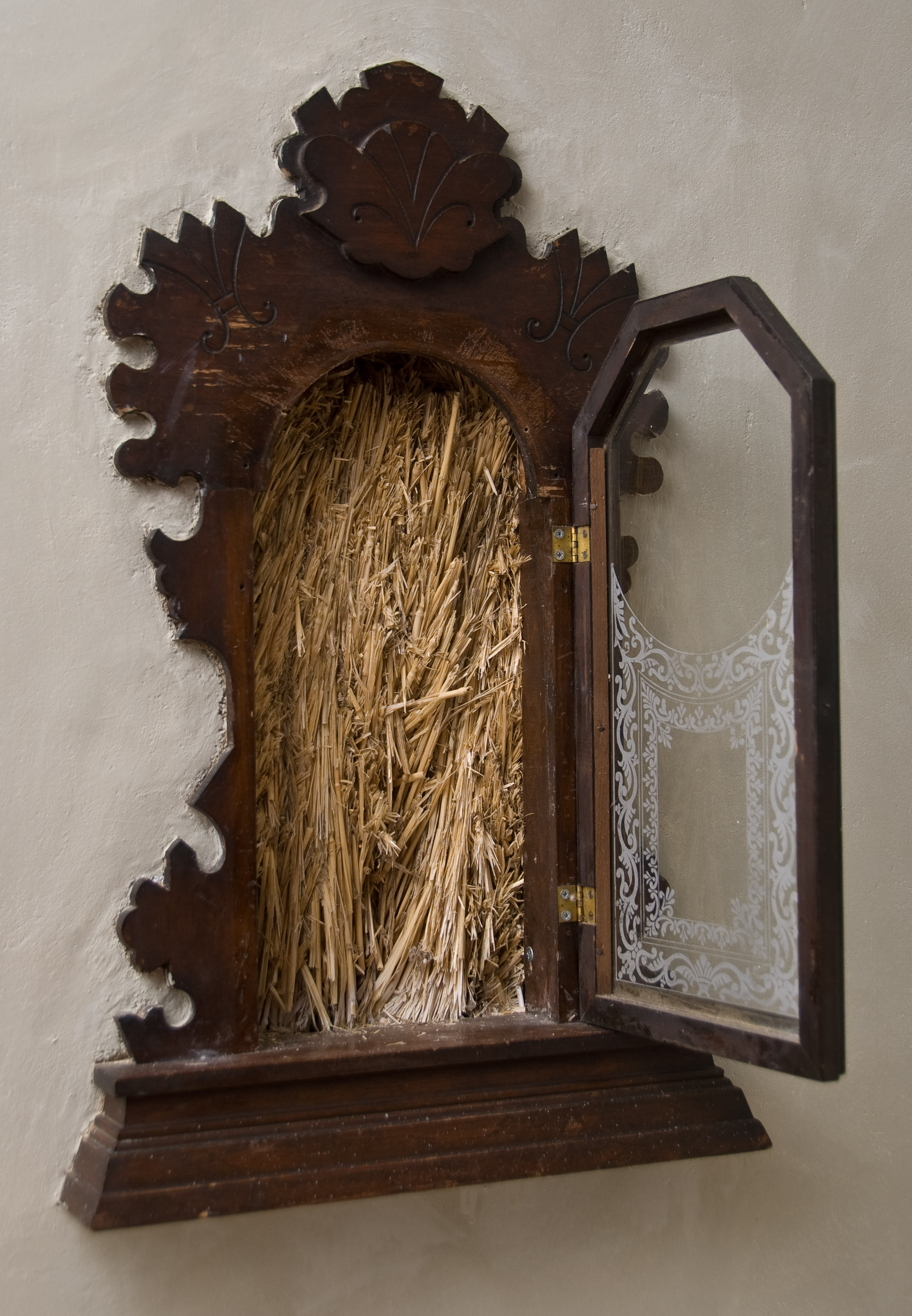
Truth window, окно истины — декоративный элемент в соломенном домостроении, призванный показать, что стены действительно сделаны из соломы

## Материал
Для строительства используются блоки из прессованной соломы. Солома прессуется пресс-подборщиками, или вручную на специальных прессах. Спрессованный блок перевязывается металлической проволокой, или нейлоновым шнуром. Размер блоков в среднем составляет 90 см в длину, 45 см в ширину и 35 см в высоту. Вес блока около 23 кг. Либо 40см×50см×50см (40см×50см×100см) при плотности 100 кг/м³. Обычно используется солома ржи, льна или пшеницы, возможно также использование сена.
Вес хорошего блока не должен быть слишком большим (ухудшаются теплоизолирующие свойства, возрастает трудоёмкость процесса возведения) или слишком маленьким (особенно важно при бескаркасном строительстве). Соломенный блок должен быть правильной формы и плотно обвязан. Лучший тип обвязки — полимерный шнур.

## Методы строительства
Соломенные дома строят двух типов: каркасные и без каркаса.
В бескаркасном методе несущие стены выкладываются непосредственно из соломенных блоков. Блоки скрепляются между собой вертикальными кольями либо раствором. Для прочности вместо деревянных кольев могут применяться металлические или пластиковые штанги — нижний конец штанги крепится к фундаменту, к верхнему концу штанги крепится гайка для стяжки соломенных блоков.
Преимущества такого метода строительства — низкая стоимость и простота возведения. Но такой метод предъявляет дополнительные требования к устройству крыши и её весу, а также к плотности блоков.
В каркасном методе выстраивается деревянный несущий каркас, между которым укладываются соломенные блоки. Блоки плотно набиваются в каркас, возможно также использование методов скрепления, аналогичных применяемым при бескаркасном методе.
Соломенные блоки укладываются на небольшом возвышении над полом — для защиты от проникновения влаги.
Каркас аналогичен тому, который применяется в строительстве каркасных домов. Возможен также двойной каркас (с двумя рядами вертикальных столбов, между которыми укладываются блоки).
Блоки могут обрабатываться специальной ручной пилой, или обычной бензопилой.
Поверх уложенных соломенных блоков крепится металлическая или полимерная сетка и наносится несколько слоёв штукатурки толщиной до 75 мм. Штукатурка предохраняет соломенные блоки от воды, огня, грызунов и других вредителей.
Соломенные блоки могут использоваться как в сухом виде, так и с обработкой глиняным раствором. В последнем случае блок перед укладкой обмакивается на короткое время в негустой раствор глины. Такая технология получила название «лёгкий саман» (доля глины не более 10 %). Она даёт преимущества в точности геометрии стен, прочности и пожарной безопасности, но более трудоёмка; стены получаются тяжелее, достаточно долго сохнут и при сырой погоде во время сушки могут заплесневеть, несколько хуже держат тепло.
Кроме того, существует ещё один каркасный метод строительства — сборка дома из соломенных панелей. Соломенные панели являют собой деревянный каркас, в который плотно прессуется солома. Преимущества такой технологии — солома больше не проседает под весом крыши, а дом собирается на участке за несколько дней.